# James C. Wofford
Pour les articles homonymes, voir Wofford.
James C. Wofford (né le 3 novembre 1944 à Junction City (Kansas) et mort le 2 février 2023) est un cavalier américain.

## Biographie
James C. Wofford est membre de l'équipe olympique des États-Unis de concours complet aux Jeux olympiques d'été de 1968 à Mexico. Lors de cette compétition, il remporte la médaille d'argent en concours complet par équipes avec John Michael Plumb et Michael Page. Lors des Jeux olympiques d'été de 1972, il remporte une nouvelle médaille d'argent en concours complet par équipes avec Bruce Davidson, John Michael Plumb et Kevin Freeman.